# Sphyraena qenie
Sphyraena qenie és un peix teleosti de la família dels esfirènids i de l'ordre dels perciformes.

## Morfologia
Pot arribar als 170 cm de llargària total.